# إبراهيم أشتياني
إبراهيم أشتياني (مواليد 1 ديسمبر 1946 - 24 أكتوبر 2017)، وهو لاعب كرة قدم سابق، وكان مركزه الدفاع، لعب مع نادي شاهين لكرة القدم ثم انتقل إلى نادي بيرسبولس في فترة السبعينات من القرن العشرين، وحقق مع نادي شاهين بطولة دوري طهران لكرة القدم سنة 1965م، وحقق مع منتخب بلاده لبطولة كأس آسيا 1972 وكأس آسيا 1976 مرتين متتاليين، واعتزل اللعب دوليًا سنة 1976م، وأما على المستوى الشخصي فقد حقق أفضل لاعب آسيوي في البطولة سنة 1972م. )

## روابط خارجية
- إبراهيم أشتياني على موقع قاعدة بيانات كرة القدم.إي يو (الإنجليزية)
- إبراهيم أشتياني على موقع ناشيونال فوتبول تيمز (الإنجليزية)
- إبراهيم أشتياني على موقع أوليمبيديا (الإنجليزية)